# 石巻市立大川小学校
石巻市立大川小学校（いしのまきしりつ おおかわしょうがっこう）は、宮城県石巻市釜谷山根（旧桃生郡河北町）にかつて存在した公立小学校である。
福地、針岡、釜谷、長面、尾崎の地区全域が大川小学校の通学区域に指定されていた。現在では統合先である二俣小学校がこれらの地域を担当している。
2011年（平成23年）3月11日に発生した東北地方太平洋沖地震（東日本大震災）では、近くを流れる北上川を遡上してきた津波に巻き込まれて児童と教職員あわせて84名が死亡。この際の学校の対応に過失があったとして、児童遺族による裁判となった。津波によって破壊された校舎の一部は、石巻市によって震災遺構として整備され、一般公開されている。

## 沿革
- 1873年（明治6年） - 桃生郡釜谷小学校開校。
- 1887年（明治20年） - 長面尋常小学校と改称。
- 1901年（明治34年） - 大川尋常高等小学校創設。
- 1941年（昭和16年） - 国民学校令により、大川国民学校と改称。
- 1947年（昭和22年） - 学制改革により大川小学校と改称。
- 1955年（昭和30年） - 町村合併により河北町立大川小学校に改称。
- 1958年（昭和33年） - 福地分校が大川第二小学校として独立し、大川小学校（第1次）は大川第一小学校に改称。
- 1985年（昭和60年）
  - 大川第一・第二小学校が統合され大川小学校（第2次）に改称。
  - 3月 - 北澤興一が設計した校舎が完成[2]。
- 2005年（平成17年） - 平成の大合併により石巻市立大川小学校と改称。
- 2007年（平成19年） - 尾崎・長面・針岡・福地・横川地区からの通学者向け路線バスが廃止されたため、スクールバスを導入。
- 2011年（平成23年） - 東北地方太平洋沖地震（東日本大震災）の津波により、当時在学中の108名の児童の3分の2にあたる74名が犠牲となった[3]。
- 2016年（平成28年） - 津波で被災した校舎の保存が決定[2]。
- 2018年（平成30年） - 閉校し、東日本大震災発生後の仮設校舎を置いていた石巻市立二俣小学校へ統合[4]。
- 2021年（令和3年） - 大川小学校周辺における行方不明者捜索を終了[5]。

## 東日本大震災

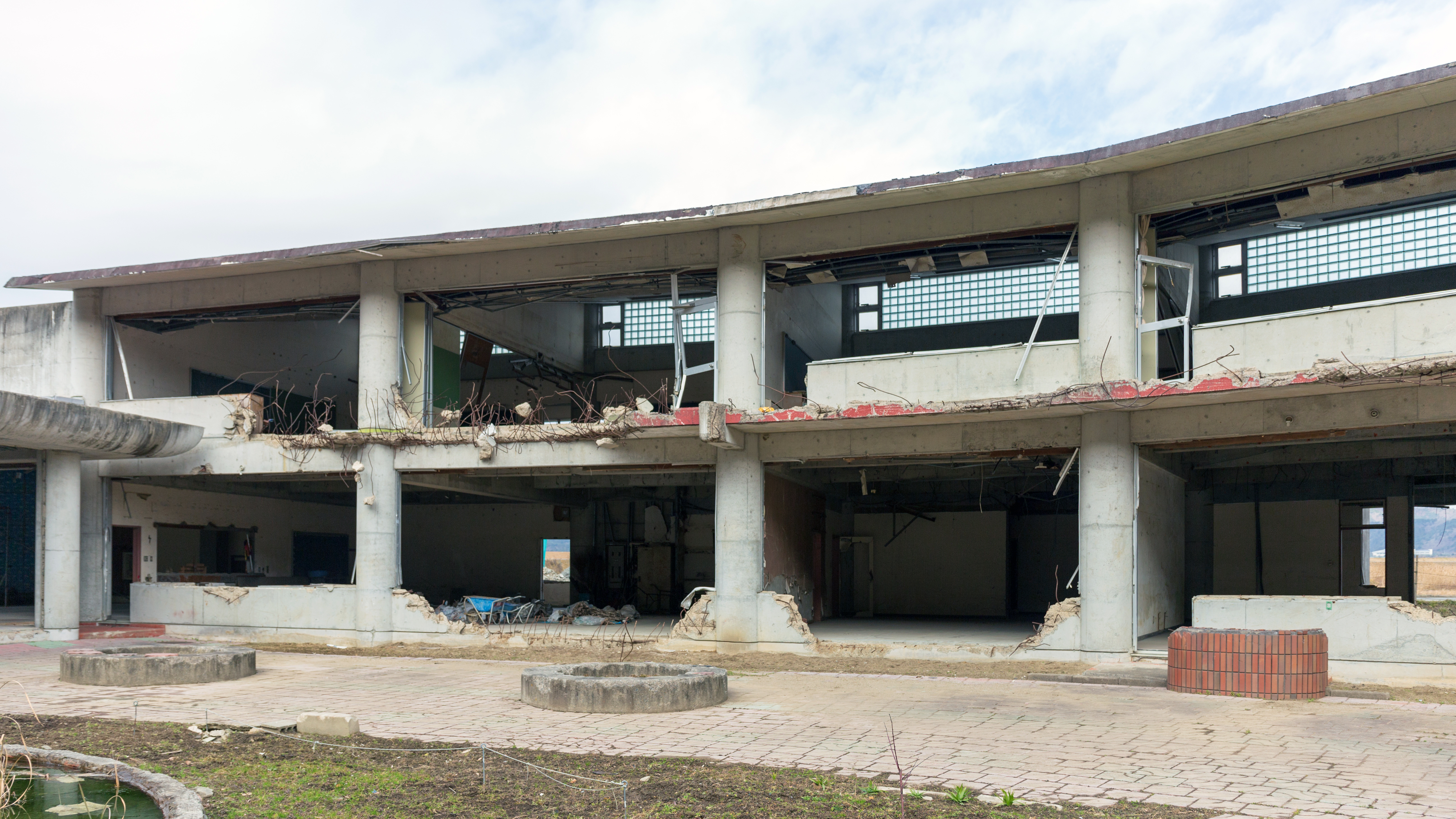
津波により破壊された校舎

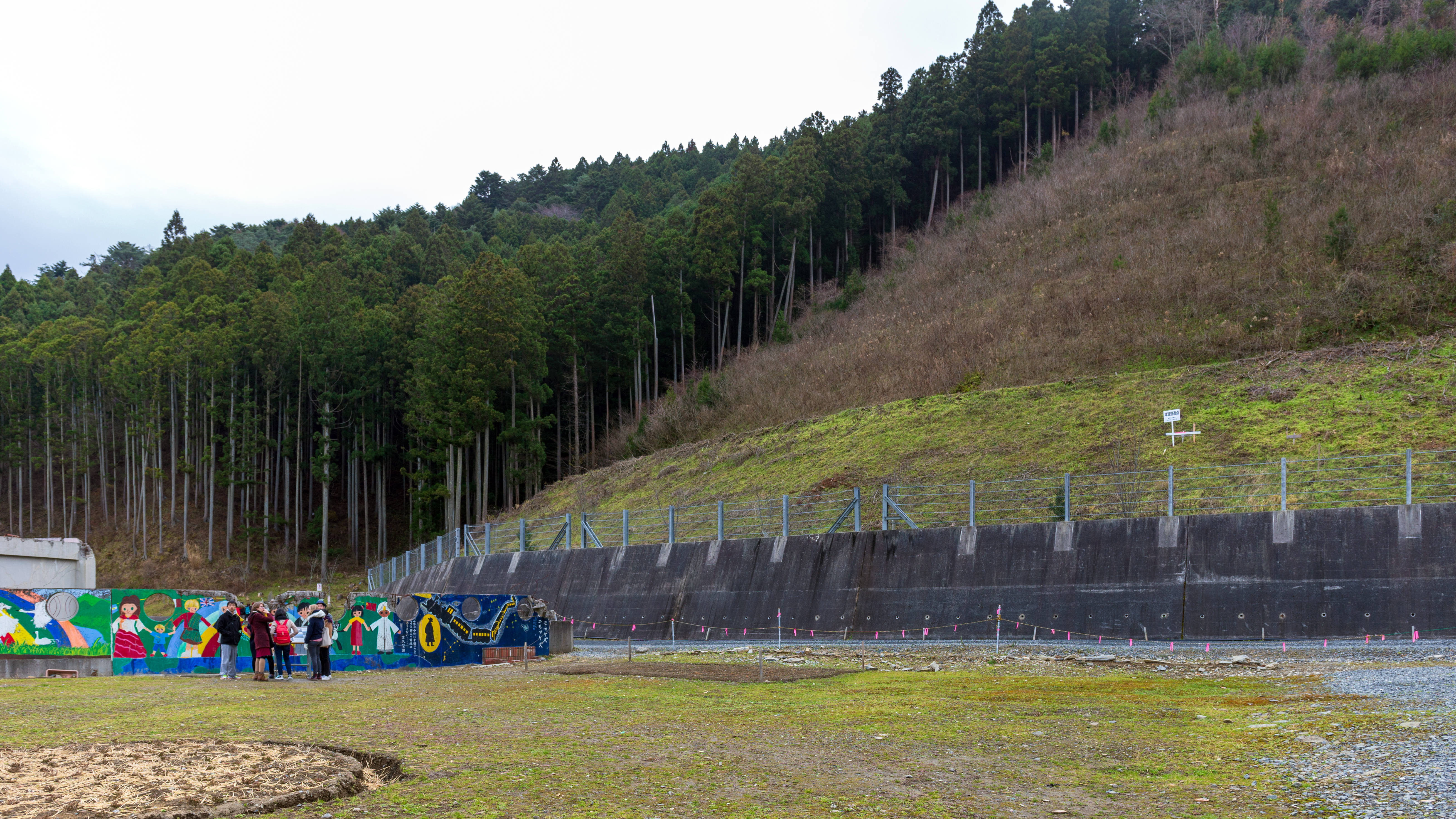
校庭側から見た裏山。斜面に津波到達点の高さを示す看板が立っている。

### 概要
2011年3月11日に発生した東北地方太平洋沖地震（東日本大震災）に伴う津波が本震発生後およそ50分経った15時36分頃、三陸海岸・追波湾の湾奥にある新北上川（追波川）を遡上してきた。
この津波は、河口から約5 kmの距離にあった学校を襲い、当時校庭にいた児童78名中70名が死亡、4名が行方不明となり、、校内にいた教職員11名中10名が死亡した。その他、学校に避難してきた地域住民や保護者のほか、スクールバスの運転手も死亡した。
学校の管理下にある子どもが犠牲になった事件・事故としては第二次世界大戦後で最悪の惨事となった。

### 地震後の学校の対応

#### 裏山への避難中止
本震直後、校舎は割れたガラスが散乱し、余震で倒壊する恐れもあった。教師らは児童を校庭に集めて点呼を取り全員の安否を確認した後に、避難先について議論を始めた。学校南側の校庭すぐそばには裏山へ登るための緩やかな傾斜が存在した。
当日は降雪により足場が悪く、未曾有の大地震の直後のため土砂崩れ、地盤沈下、倒木・落石などの可能性もあることなどから、大勢の子どもや高齢者らが登って避難するには問題があるという意見があった。実際、地震の起こる8年前の2003年3月には裏山の大川小学校に面した部分が崩れを起こして土砂が小学校校庭に押し寄せており、2004年までにこの箇所は急傾斜地の崩壊による災害の防止に関する法律により急傾斜地崩壊危険区域に指定されている。
しかし裏山は、児童らにとって遊びで上ったりしている子もいたり、シイタケ栽培の学習でなじみ深い場所で、有力な避難場所であった。また、途中まではアスファルトで舗装された部分もあった。裏山に逃げた児童たちもいたが、教諭に「戻れ！」と怒られ、連れ戻された。
当日、有休をとって不在だった校長は、地震発生前に教育委員会には避難訓練を行っていると報告していたが、事件後の遺族説明会で実際には避難訓練を行ったことはないことを認めた。

#### 避難場所を巡って議論
教職員の間では、裏山へ逃げるという意見と、校庭にとどまるという意見が対立した。当校自体が地域の避難所に指定されていたこともあり、校庭に避難してきていた老人がいた。一説には、老人らが校庭に避難してきたことを見て、これらの老人らには裏山まで上ることは無理として、前から避難訓練をしてきた裏山ではなく、約200 m西側にある周囲の堤防より小高くなっていた国道398号新北上大橋のたもと（三角地帯）へ避難するという議論が生じたともいう。
市教育委員会の報告書によれば、教頭は「山に上がらせてくれ」と言ったが、釜谷地区の区長は「ここまで来るはずがないから、三角地帯に行こう」と提案を認めず、口論となっていたという。当時津波に巻き込まれて助かった小学5年生の少年は、こうした口論を見て「さっさと裏山に避難させればいいのに」と思っていたことを証言している。
事件1か月後の第一回の保護者会では、生き残った教員が説明に立ったが、教員への質問は遮られ、その後、教育委員会側は本人のショックがひどいとして保護者会等にいっさい出席させず、本人の所在すら秘匿した。事件に取組んだNHK取材班は、この市側の態度について、市側が何らかの過失賠償責任を問われることを怖れた可能性を指摘している。この教員によれば、最初の防災無線を伝え、教頭にどうするか、危険でも山に逃げるかと進言したが、教頭はこの揺れの中ではだめだと回答、二度目の防災無線の際にも声をかけたけれど回答はなかったとし、自分は校舎の中を確認して戻ったところ、移動を始めていたから追いかけたと説明している。
校門前には45人乗りのスクールバスが1台待機していた。車内無線で交信した同僚運転手の証言によれば、犠牲となったこのバスの運転手は生徒を乗せて避難するべきと促されても「学校の指示が出ないから、勝手なことはできない」と話していた。
この議論の間、20家族ほどの保護者が児童を迎えに来て、名簿に名前を書き帰宅していった。大津波警報が出ていることを報告した親もいた。教員らは「学校のほうが安全」「帰らないように」「逃げないほうがいい」などと言い、逆に保護者達を引き留めた。実際に引き留めに応じた母親は、15時29分に「子どもと学校にいます」と夫に向けて電子メールを送り、その後、津波により死亡した。
一方で、車で迎えに出向き「こんなところにいれば死んでしまう」といって強引に子どもを連れ帰った家族らの子どもは、助かっている。また、このとき山に逃げたものの連れ戻された児童らが、「津波が来るから山へ逃げよう」「地割れが起きる」「ここにいたら死ぬ」と教師に泣きながら訴えている光景が、保護者らにより目撃されている。
最終的に三角地帯に避難することになり、教職員と児童らは地震発生から40分以上たってから全員徒歩で移動を開始した。防災無線は「海岸線や河川には近づかないでください」と呼びかけており、このとき既に、町の側溝からは水が噴き出し、堤防からは水があふれ始めていた。

### 津波の到達
児童らが県道に出た直後、堤防を乗り越えた巨大な津波が児童の列を前方からのみ込んだ。列の後方にいた教諭と数人の児童は向きを変えて裏山を駆け上がり、一部は助かったが、迫りくる津波を目撃して腰を抜かし、地面に座り込んで避難できなくなった児童もいた。2名が三角地帯に移動する列に加わらず助かっているが、なぜ列に加わらなかったのか事情は公表されていない。
教諭の中で唯一生存した男性は、三角地帯に向かう列の最後尾にいて学校の裏山に登って助かった。
津波を見て裏山方向に逃げて助かった5年生の児童は、「津波が来るのが見えたので山側に走った。雪で滑って登れなかった。波に押し上げられて山の途中で土に埋まって動けなくなった」と証言している。同じように津波に巻き込まれた同級生が流れてきた冷蔵庫につかまって助かっていて、その子が土に埋もれた児童を助け、「骨折した左手で土を掘った」と語っている。
避難先として選定した三角地帯も標高不足で津波にのみ込まれており、仮に避難が完了していたとしても被害は避けられなかった。避難先の北上川堤防付近の標高は6 - 7 mであったが、予想津波高は15時14分には当初の6 mから10 mへと変更されていた。
当時得られた情報から「想定を超える規模の津波の到達」を予見できたか否かは、後に起こされた民事訴訟で争点となった。

## 被災後

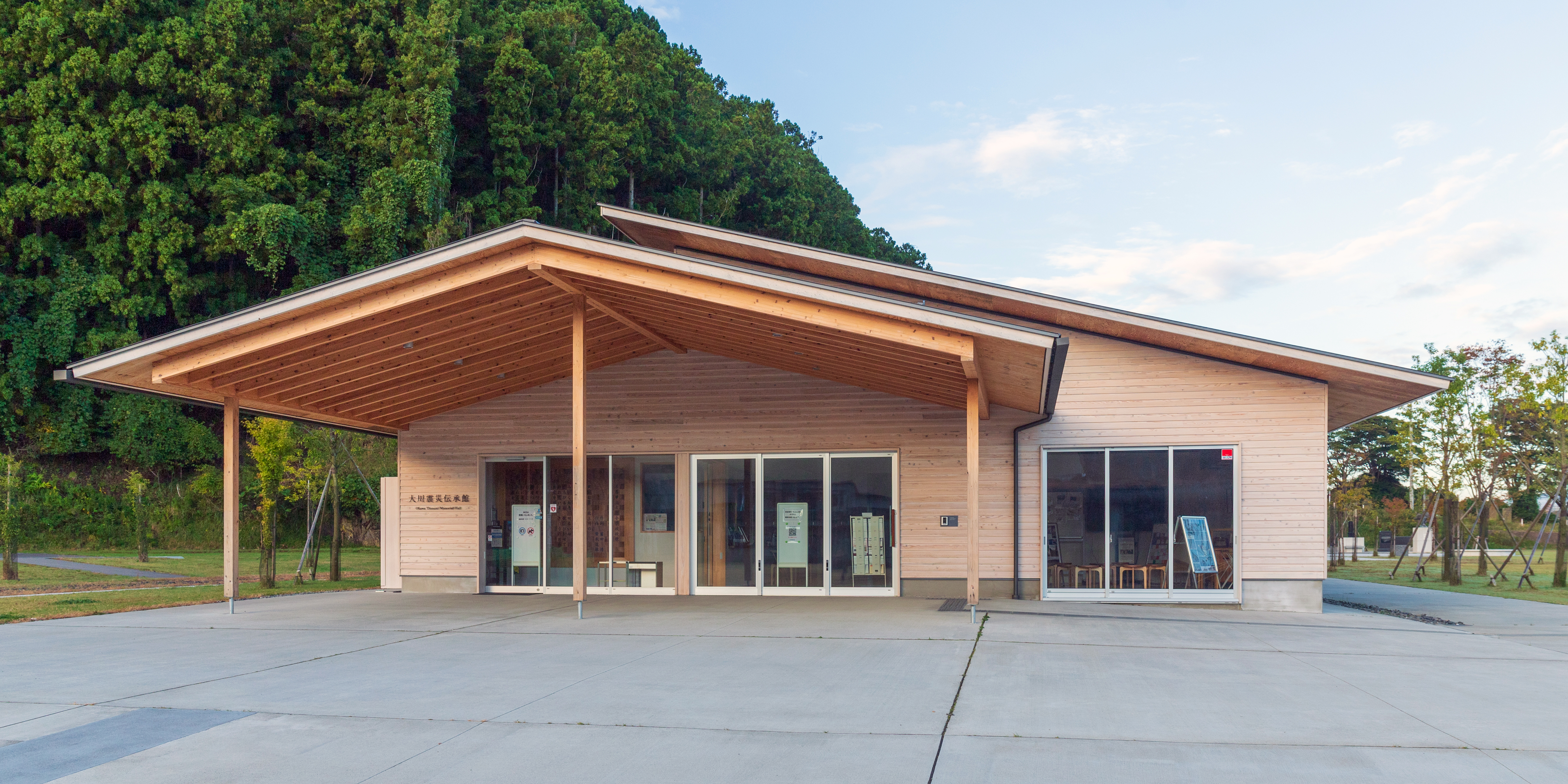
大川震災伝承館

### 学校機能の移転・統合と慰霊碑建立
生存した児童22名は新学期より、約10 km離れた石巻市立飯野川第一小学校（現：石巻市立飯野川小学校）へ通学したが、2014年からは二俣小学校敷地内の仮設校舎に移転した。当初は校舎も新たに建て直す予定であったが、のちに児童数減少のため二俣小学校へ統合することになった。
その大川小には、犠牲者を慰霊するために制作された母子像が設置され、2011年10月23日に除幕式が行われた。

### 震災遺構として保存
2016年3月、石巻市は被災した大川小学校の旧校舎を存置する形で、全体を震災遺構として保存することを決定した。遺族の中には「校舎を見たくない」という意見もあるため、周辺を公園化して、植栽などで校舎を囲むことが検討された。2018年5月には国連事務総長特別代表（防災担当）の水鳥真美が視察に訪れた。
石巻市は2019年度より4億5000万円をかけて公園整備を実施し、周囲に桜を植林したほか、展示スペースのある「大川震災伝承館」や、芝生広場、花壇、慰霊碑などを整備・設置した。2021年7月18日より、約3.35haの震災遺構として公開が開始された。遺構は校舎、プール、屋外運動場、野外ステージが保存されている。遺構の中に立ち入ることはできず、柵の外側から見学する。なお、「大川震災伝承館」は水曜日が休館日だが、校舎の見学は年中無休である。

### 遺構の状況
震災遺構として保存された校舎は、鉄筋コンクリート造による2階建て（一部平屋）の教室棟から、エキスパンションジョイントを介して鉄筋コンクリート製のブリッジにより2階レベルでプール棟（機械室・クラブ室・更衣室を含む）へと接続され、さらに体育館棟（鉄筋コンクリート造と木造による混構造）へとつながっており、その横には野外ステージと相撲場（現存せず）が建てられていた。これら体育施設と教室棟とがグラウンドをコの字型に取り囲む平面構成を成していた。
外観に最も特徴のある教室棟は、児童たちが登下校に用いた平屋の昇降口部分を挟んで右側に1・2年生のための低学年教室が配置され、左側にアセンブリーホールと呼ばれた多目的スペースが配置されていた。また、アセンブリーホールに続く四分の一円の平面形を成す2階建ての棟には、3年生以上の教室と、職員室を含む事務系の各室や各種特別教室が配置される構成となっていた。
がれきに埋もれた被災後の捜索活動において、低学年教室の腰壁部分は重機などによって解体されたため現存せず、現状は、あたかも往時は全面窓であったかのような状態を見せている。
教室棟で四分の一円の平面形を持つ中高学年教室の中ほど辺りで、津波の濁流が室内に充填された結果、2階の床スラブが水圧で押し上げられ、凸型に隆起変形した状態になっている。また、教室棟2階は中庭に向いた片流れ勾配屋根を持っており、屋根勾配に沿った勾配天井が2階教室には作られていたが、この勾配天井にはくっきりとした波状痕を確認することができ、津波の到達レベルが現在でも明確に目視できる状態を残している。
教室棟とプール棟を繋いでいたブリッジは、津波の水圧を受けて校舎側のエキスパンションジョイント部分で切れている。ブリッジは海側に向かって倒壊していることから、最初に校舎を襲った津波は海から平野部を伝ってやってきたのではなく、北上川を遡上した河川津波の方であり、その結果としてブリッジが海に向かってなぎ倒されたと推測されている。また、プール棟側から伸びるブリッジの根本部分は倒壊によってねじ切られており、プール棟階段室の曲面壁にぶつかって止まっている。逆に、ブリッジの倒壊を受けたプール棟階段室の曲面壁は、ブリッジを介した津波の高圧を受けて微妙に変形している。プールは低学年用の小プールと25 mの大プールとがあったが、ともに土砂で埋もれており、プールサイドは水平面を残して腰壁などは流出している。小プールを埋めた土砂はボランティアによって清掃され、25 mプールを埋めた土砂は遺構整備の際に清掃されている。
体育館は四隅の鉄筋コンクリート部分を除いて、非耐力壁や、小屋組み、床などの木造部分が全て消失している。
野外ステージは、ステージ背後に立てられていた鉄筋コンクリート製の反響版が、津波の水圧によって根元からステージ側に倒壊した状態で残っている。また、野外ステージのグラウンド側壁面には、児童たちによって描かれた壁画が残っている。この壁画は大川小学校校歌のタイトルであった「未来を拓く」という言葉とともに、校歌に歌われた世界観が表現されている。
全体として、遺構と校庭は、数多くのボランティア、卒業生、遺族、元教員、近隣住民たちの手によって清掃活動が続けられ、各種遺留品は遺構内部に整然と並べられている。また、遺構校舎内に残存していた遺留品のうち、津波の到来時で止まった複数の時計の中の1台と、児童たちが親しんでいた多数の一輪車のうちの2台とが、大川震災伝承館の展示室内に移設展示されている。さらに、アセンブリーホール内に大破した状態で残る木製の校歌額のレプリカがボランティアの手によって作成され、これも同館内に展示されている。
コウモリの糞や雨漏りが見られるため、石巻市が2023年6月28日からコウモリ忌避剤の設置や劣化防止工事を行なっている。

## 地震対応をめぐる問題

### 学校側の対応への疑問視
地震発生から津波到達まで50分間の時間があったにもかかわらず、最高責任者の校長が不在であったため判断指揮系統が不明確なまま、すぐに避難行動をせず校庭に児童を座らせて点呼を取ったり、避難先についてその場で議論を始めたりするなど、学校側の対応を疑問視する声が相次いだ。
普段から避難に関する教育を徹底し、明治三陸地震の反省を生かして「津波てんでんこ」という教育を行っていた岩手県釜石市の全小中学校では、児童・生徒の自主的避難により99.8%が無事だった。また、同じ石巻市内にあった石巻市立門脇小学校では、地震直後より全員を高台に避難させ、在校児童が全員無事だった。また門脇小学校でも既に下校していた生徒のうち7名が死亡している。
宮城県が2004年3月に策定した第3次地震被害想定調査による津波浸水域予測図では、津波は海岸から最大で3 km程度内陸に入るとされ、大川小学校には津波は到達しないとされていた。そのため大川小自体が避難先とされていたケースもあり、実際に地震の直後、高齢者を含む近所の住民が大川小学校に避難してきた。石巻市教育委員会は2010年2月、各校に津波に対応するマニュアル策定を指示していたが、被災後の議論で教育委員会は、学校の危機管理マニュアルに津波を想定した2次避難先が「第二次避難【近隣の空き地・公園等】」としか書かれておらず、具体的な場所が明記されていなかった点で責任があると認め、父母らに謝罪した。
2011年4月9日の説明会で、津波から生存した教諭が、裏山に「倒木があった」と証言した。これに対し、裏山を見に行った遺族の一人から「倒木などはなかった」との反論が出ている。同年6月4日夜の説明会で、市教育委員会は、前述の証言を「倒木があったように見えた」と訂正し、裏山へ避難しなかった理由を、津波が校庭まで来ると想定していなかったことに加え、余震による山崩れや倒木の恐れがあったためと説明した。避難が遅れた理由には保護者や避難住民への対応を挙げた。震災時の議論の詳細は明確にならなかった。謝罪はあったが、学校も市教育委員会も責任に言及しなかった。

### 事故検証委員会
2012年12月、大川小の惨事を検証する事故検証委員会が設置された。文科省主導で防災コンサルタント会社に事実上丸投げされたとの批判がある。事務局を務めた会社は主要クライアントとして文科省を挙げている他、途中でこの事務局が当初予定の2千万円では足りないとして費用を5700万円に増額させながら、追加費用の使途や目的を会見で問われると、委員長は知らないと答え、事務局は守秘義務があるので答えられないとする等、不明朗さや中立性に疑問が指摘されている。
2013年7月の中間報告で調査委員は、大川小の『地震（津波）発生時の危機管理マニュアル』に「第1次避難」は「校庭等」、「第2次避難」は「近隣の空き地・公園等」と記載があるのみで具体的場所の記載がなかったことを指摘したものの、遺族からは「すでに判明している事柄ばかりで目新しい情報がない」「生存者の聞き取り調査を行っていない」「なぜ50分間逃げなかったのか言及がない」など不満が噴出した。
また、これらの過程で、委員会は、多くの関係者の認識が一致している津波の到着時につき時刻の早期化を図って執着したり、心理学者でもない委員が自身のPTSD説と体験なるものを講釈し生存児童の親に児童証言の口止めを試みる等、疑念を招く行動を多々行っている。
2013年9月8日、市教育委員会による遺族説明会が約10か月ぶりに行われ、「話し合いを拒んできた理由を説明してほしい」など批判が相次いだ。
2014年3月1日に『大川小学校事故検証報告書 最終報告書』が石巻市に提出された。事故の原因や再発防止策として「学校が4階建てでなかった」「地域の誰かが積極的にアドバイスすれば」「山に登る階段があれば」といった事項を大真面目に挙げていることに、富山大学人間発達科学部准教授の林衛は、そもそも校庭に50分も留まっていたことが問題で、それが何故かを遺族・ジャーナリスト・研究者ら世間一般も知りたがっていることであるとして、そもそも委員らの事実認識や論理がおかしいことを指摘している。

## 民事訴訟
2014年（平成26年）3月10日、犠牲となった児童23人の遺族が宮城県と石巻市に対し、総額23億円の損害賠償を求める民事訴訟を仙台地方裁判所に起こした。訴訟を担当した弁護士によれば、裁判の真の目的は、検証委員会の報告書でも真相が明らかにならなかったことで、裁判に関係者を呼び、その証言で事件の実態を明らかにするためだったとしている。

### 仙台地裁
2016年10月26日、仙台地方裁判所（高宮健二裁判長）は学校側の過失を認定し、23人の遺族へ総額14億2658万円の支払いを石巻市と宮城県に命じた。石巻市と宮城県は、大川小学校は津波の浸水想定区域に入っておらず、津波の際の避難所として指定されていたことなどを理由に津波の襲来を予見できなかったと主張した。
しかし仙台地裁は、少なくとも石巻市の広報車が大川小学校付近で津波の接近を告げ、高台への避難を呼びかけた時点までに、教員らは大規模な津波の襲来を予見できたはずであり、学校の裏山に避難しなかったのは教員らの過失だと結論づけた。一方、地震発生前における学校側の注意義務違反については認定しなかった。

### 仙台高裁
仙台高等裁判所（小川浩裁判長）は2018年4月26日、双方が控訴した控訴審でも、学校側が地震発生前の対策を怠ったのが惨事につながったと指摘し、仙台地裁では認めなかった学校側の防災体制の不備を認定した。市と県に対して、一審判決よりも約1000万円多い総額14億3617万円の支払いを命じた。
一審判決は、地震発生後の教員らの対応に過失があったとしたが、控訴審では、県の責任に加えて市教委まで含めた「組織的過失」を認定した。また、大川小は津波の予想浸水域外に立地していたが、「教師らは独自にハザードマップの信頼性を検討するべきだった」とも指摘した。
控訴審においては、「震災前の防災体制の適否」が争点となった。学校側は、「予想浸水域外で津波を予見できない」と主張した。しかし判決では、北上川から約200 mに学校があり、「堤防が沈下したり壊れたりし、学校まで浸水する危険があった」と予見可能性を認定した。教師は、地域住民よりもはるかに高いレベルの知識と経験が求められると位置付けた。
さらに、避難先を「近隣の空き地・公園等」とあいまいに記載していた危機管理マニュアルの改訂を学校が怠ったとし、指導する立場の市教委にも是正させる義務があったと指摘。約700 m離れた「バットの森」と称する高台を避難場所に設定し、整備・訓練しておけば、震災直後に避難を開始でき、津波を回避できたと結論づけた。
一審判決で過失を認定した教員らの避難誘導義務違反については、控訴審において学校側の防災体制の不備に責任が認められる以上、判断する必要がないとされた。

### 上告棄却
二審判決に対し、石巻市議会は5月8日に賛成多数で最高裁判所への上告を決定、県と共に5月10日に上告した。宮城県知事村井嘉浩は、控訴審で認められた「校長らの高度な安全確保義務」などが法解釈として妥当かどうかを争うと述べたが、2019年10月10日付で上告が退けられ、二審判決が確定した。
仙台高等裁判所判決確定を受け、10月15日に宮城県庁において石巻市長亀山紘と村井との間で協議がなされ、宮城県が賠償金を立て替え払いし、10年程度に及ぶ分割払いで石巻市から宮城県に全額返済することで合意した。宮城県教育委員会によると遅延損害金を合わせると賠償総額は20億円を超えることとなった。

## 教訓の伝承や追悼・追憶

### 語り部活動と防災教育
「大川伝承の会」が2016年から語り部活動を続けている。学校における防災対策を学ぶ場となっており、2020年までに全国の教育関係者ら1万4000人以上が訪れた。上記の訴訟の影響により大川小学校での研修を行っていなかった宮城県教育委員会は2020年11月4日、初めて新任校長90人が遺族の話を聞く機会を設けた。

### 映画
上記の裁判に関わった遺族たちを撮った『生きる―大川小学校津波裁判を闘った人たち―』、死亡した児童に向けて当時子どもだった遺族や友人が手紙を朗読する『あなたの瞳に話せたら』というドキュメンタリー映画のほか、2歳年下の妹を失った女性が当校を題材に製作した『春をかさねて』という映画がある。